# 2020 en Finlande
Chronologie de la Finlande
- 2016
- 2017
- 2018
- 2019
- 2020
- 2021
- 2022
- 2023
- 2024

Cette page concerne les évènements survenus en 2020 en Finlande  :

## Évènement
- Pandémie de Covid-19 en Finlande
- 4 décembre : Meurtre de Koskela (en).

## Sport
- Championnat de Finlande de hockey sur glace 2019-2020
- Championnat de Finlande de hockey sur glace 2020-2021
- Championnat de Finlande de football 2020
- 23 juillet-8 août : Participation de la Finlande aux Jeux olympiques d'été, à Tokyo.

## Création
- Alandica Shipping Academy (en)
- Koronavilkku (en) application pour smartphone.
- Le pouvoir appartient au peuple, parti politique.
- Metso Outotec
- Neles

## Dissolution - Fermeture
- Ilkka (journal)
- Markkinointi & Mainonta (en)
- Metso
- Outotec
- Pohjalainen (en)

## Décès
- Jörn Donner,producteur, réalisateur, scénariste, acteur, écrivain et personnalité politique.
- Karri Käyhkö (en), nageur.
- Susanna Majuri, photographe.
- Kalevi Tuominen, joueur et entraîneur de basket-ball.
- Ritva Valkama (en), actrice.